# Aleksandar Deroko
Aleksandar Deroko (serbisk kyrilliska: Александар Дероко), född 4 september 1894 i Belgrad, Serbien, död 30 november 1988 i Belgrad, var en serbisk arkitekt, författare och professor vid Belgrads universitet.
Derokos verk är främst i modern och kyrkor i serbisk nationalstil. Hans främsta verk är Sankt Savas kyrka i Belgrad.
Under första världskriget deltog han som pilot och under andra världskriget hölls han i koncentrationslägret Banjica utanför Belgrad.
Deroko reste flera gånger till Athos i Grekland och skrev en del böcker om Athos arkitektur och livsstil. Han skrev även böcker om gamla kloster och andra byggnader från medeltiden.

## Bilder

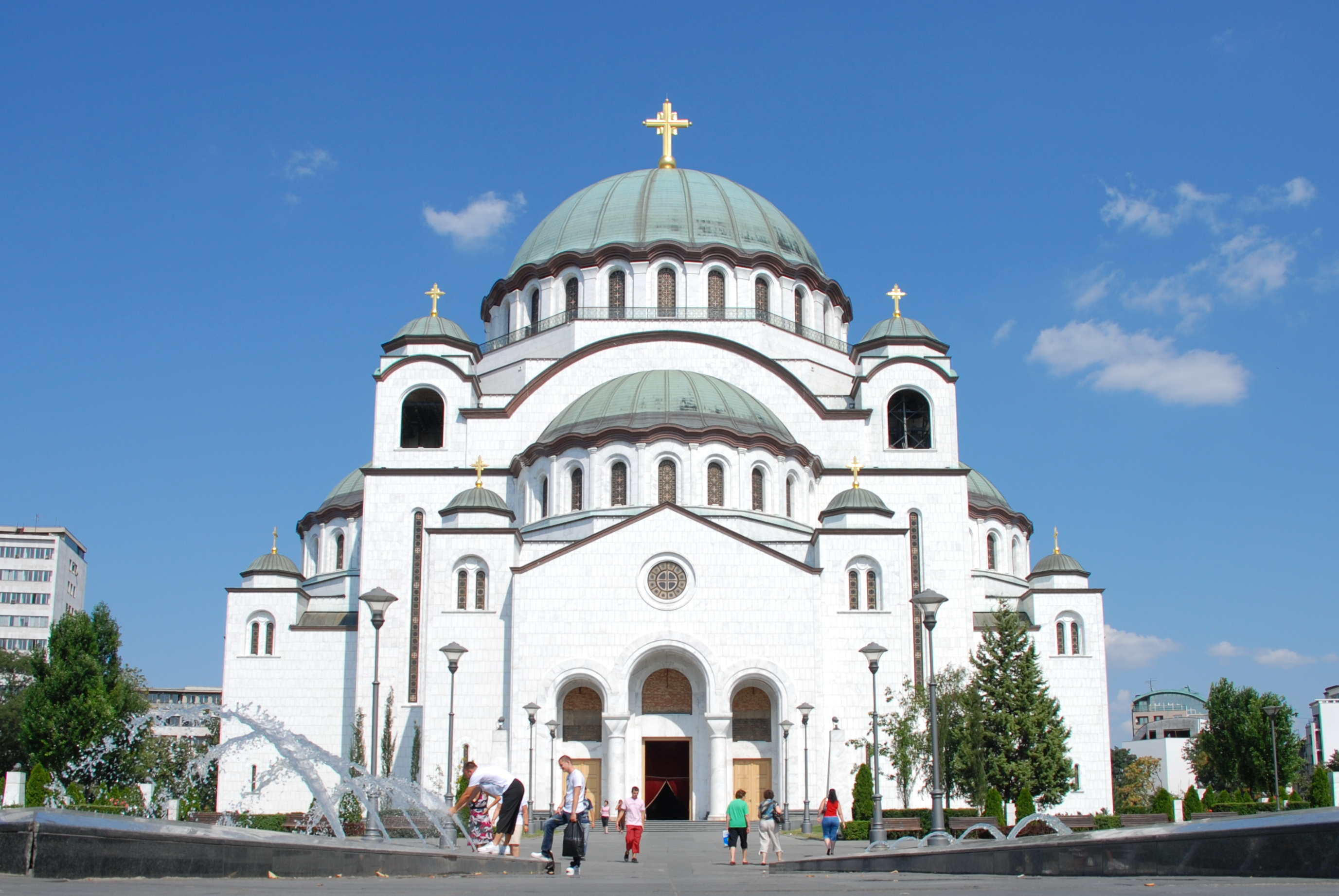
Sankt Savas kyrka i Belgrad, Serbien.
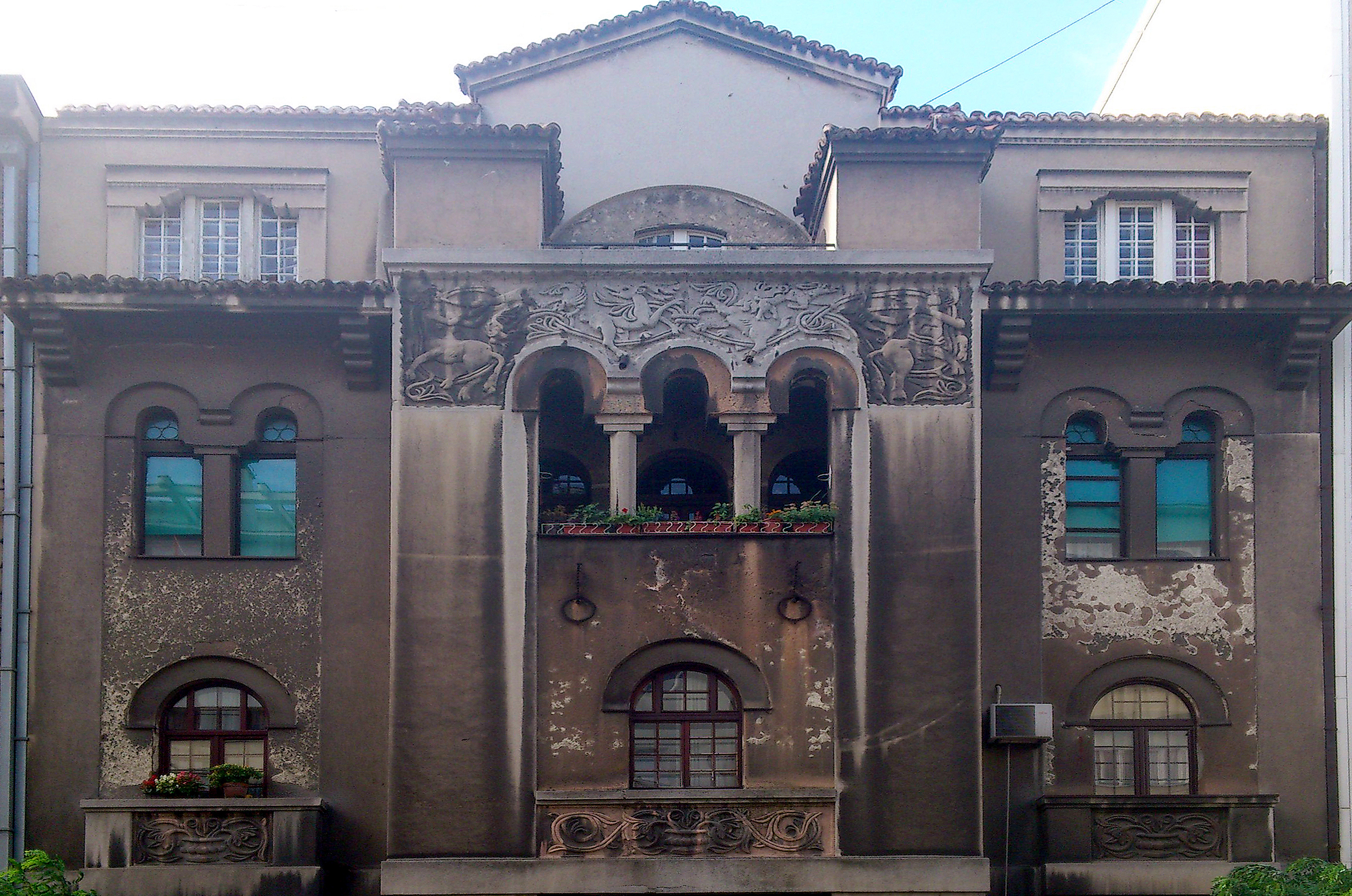
Byggnad vid Njegosevagatan i Belgrad.
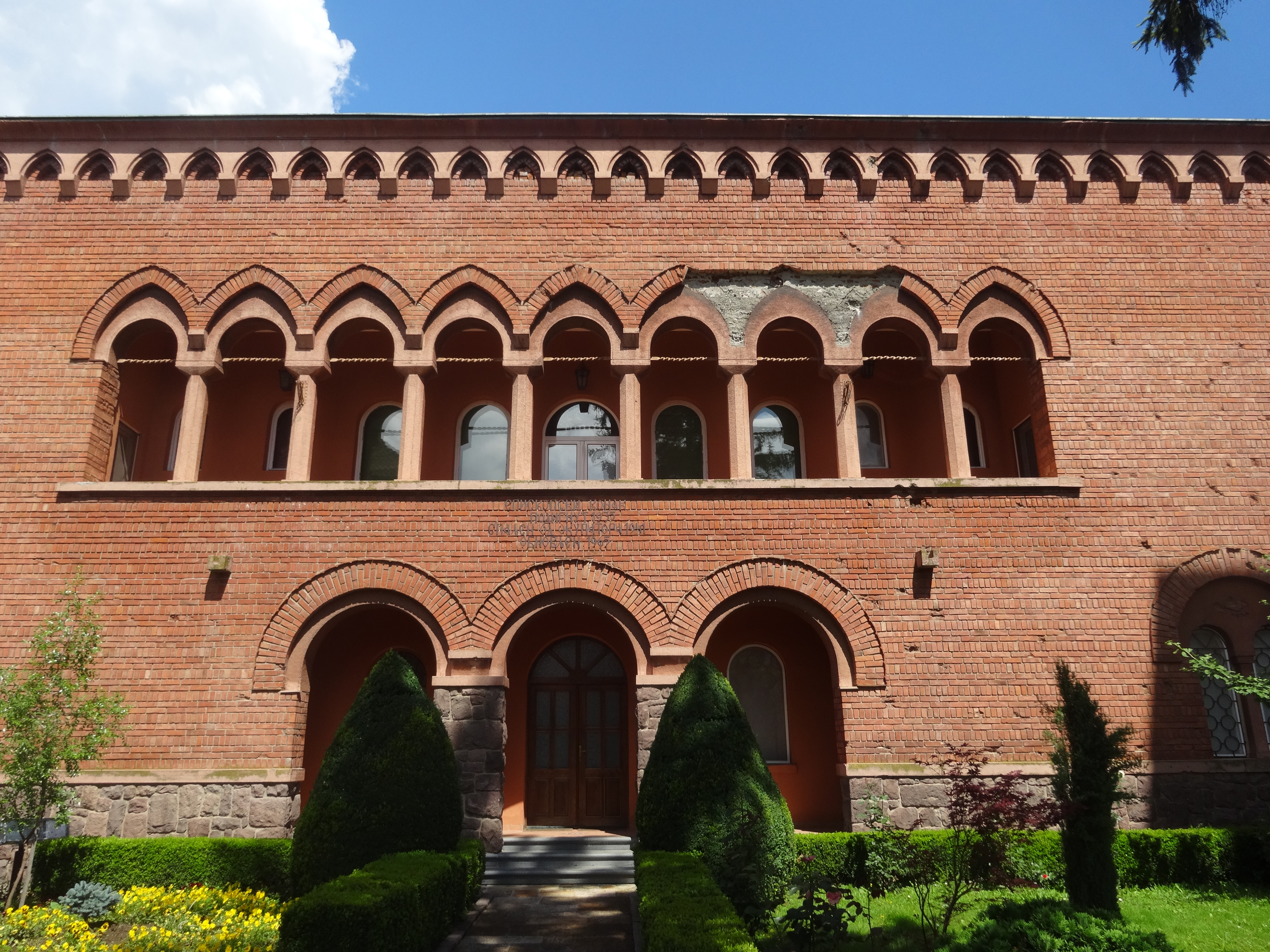
Bostadshus i Žiča-klostret, nära Kraljevo, Serbien.
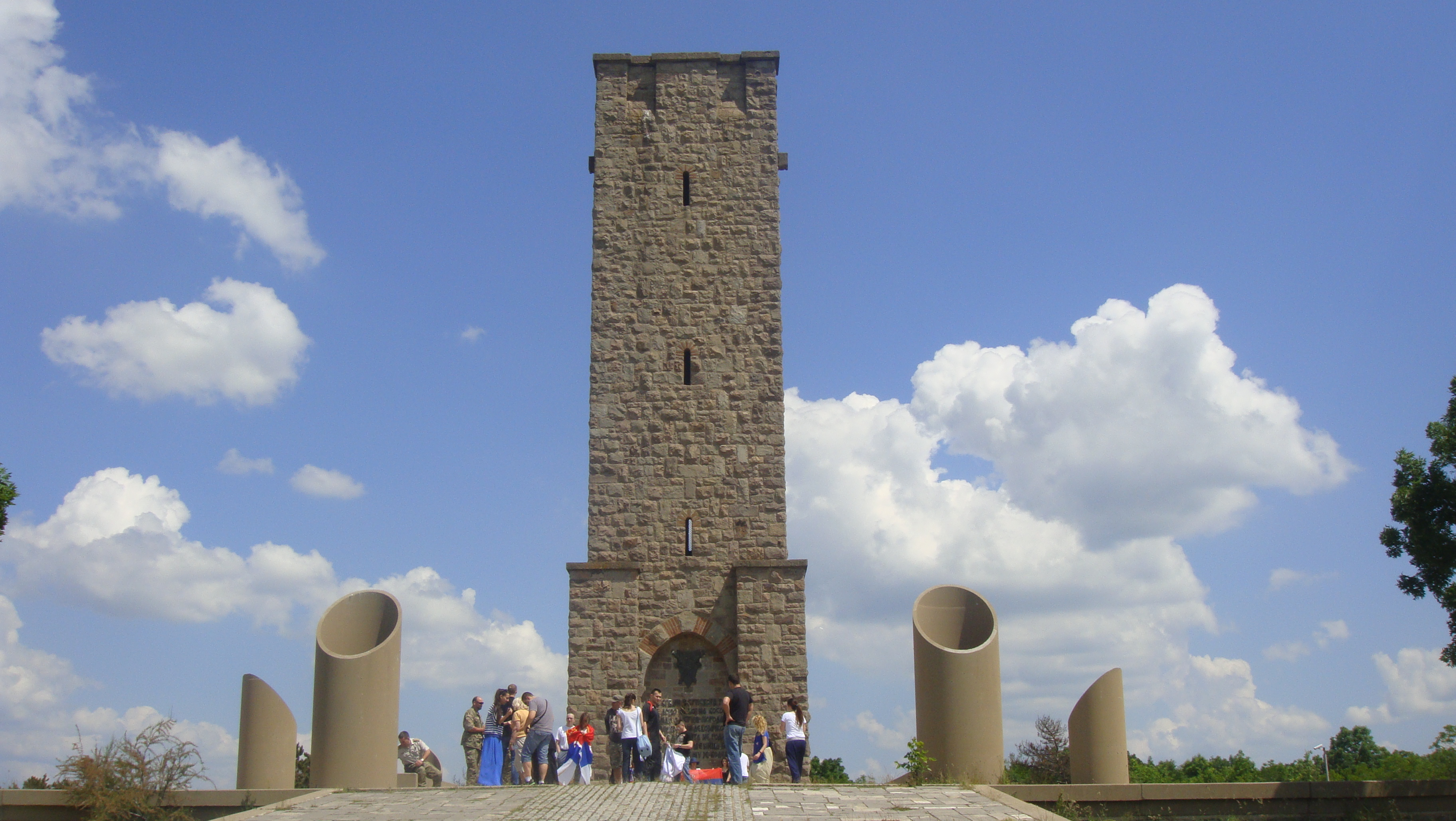
Gazimestanmonumentet i Kosovo.
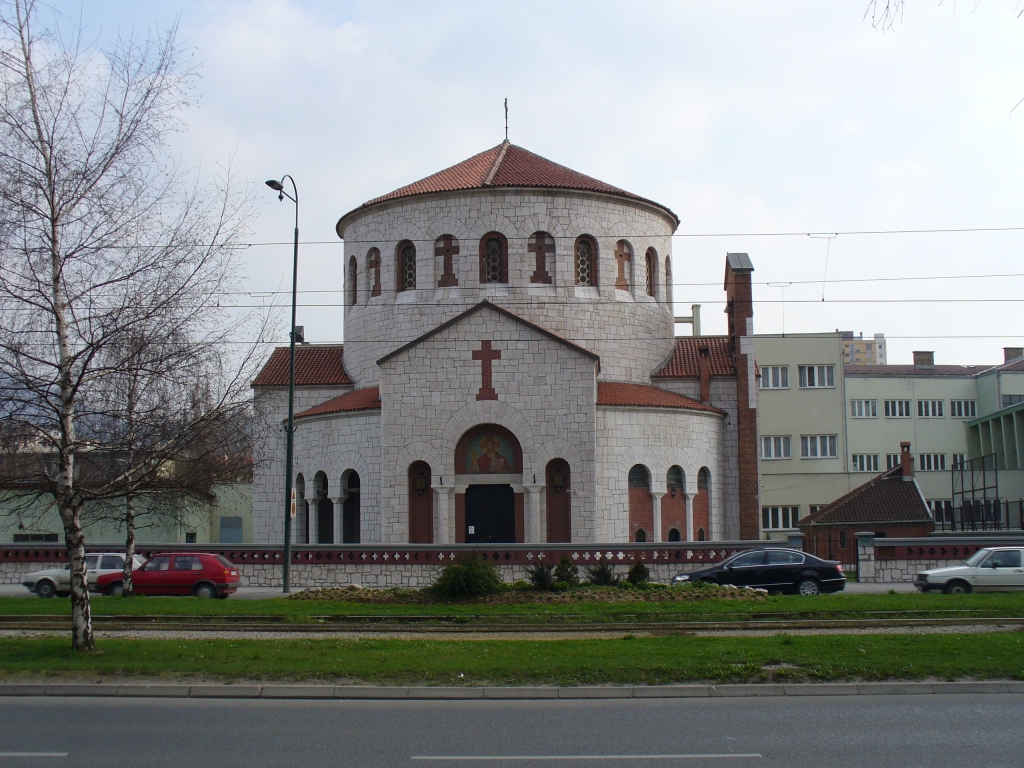
Kristi förklaringskyrkan i Novo Sarajevo, Bosnien och Hercegovina.